# 立體角珊瑚目
立體角珊瑚目是一個已經滅絕的目

## 資料來源
1. ↑  . www.marinespecies.org.   [2023-08-14]. （原始内容存档于2023-08-14）.